# 柳原敏雄
柳原敏雄（やなぎはら としお、1912年1月29日 - 1991年2月2日）は、料理研究家。
群馬県出身。旧制前橋中学校（現群馬県立前橋高等学校）卒業。東京農業大学卒。割烹緑風閣を経営後、江戸懐石の近茶料理を体系づけ、1946年近茶流を興して宗家となる。東京赤坂で柳原料理教室を主宰。子は第二代宗家の柳原一成、娘は作家の柳原一日。

## 著書
- 『料理歳時記』中央公論社 1955
- 『惣菜歳時記』中央公論社 1956
- 『味の風土記』婦人画報社 1959
- 『魚介歳時記』婦人画報社 1960
- 『日本料理・春夏秋冬』婦人画報社 1964
- 『味をたずねて』日本経済新聞社 1965 のち中公文庫
- 『山菜歳時記』婦人画報社 1968 のち中公文庫
- 『日本料理の秘訣』婦人生活社 1969
- 『伝承日本料理』日本放送出版協会 1977
- 『料理名人のなるほど味ばなし 海の幸、山の幸春夏秋冬』主婦の友社 1983
- 『味のふるさと』西日本編 中央公論社 1984 のち文庫
- 『味のふるさと』東日本編 中央公論社 1984 のち文庫
- 『和菓子の旅 春夏秋冬』共同通信社 1985
- 『旬 日本の味』創拓社 1986
- 『味のかたりべ』鎌倉書房 1986
- 『伝承日本料理』日本放送出版協会 1992

### 共著
- 『爼上の魚 随筆魚十二カ月』末広恭雄共著 講談社 1958
- 『懐石 近茶流』柳原一成共著 主婦の友社 1992

## 関連書籍
- 柳原一日『文人の素顔 緑風閣の一日』講談社、2004年